# خليج وستفالي

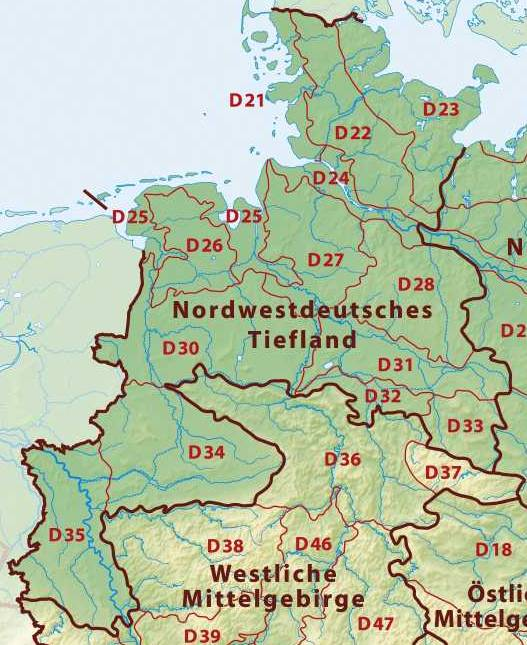

الخليج الوستفالي، (بالألمانية: Westfälische Bucht) هو مشهد جغرافي منبسط، يمتد بصورة أساسية في وستفاليا. يعتبر «الخليج الوستفالي» امتدادا لمنخفض الشمال الألماني، ويحتل مساحة اقليم وستفاليا الشمالية. تحصر مرتفعات سلسلة جبال أسنينغ الخليج في شمال شرق وشرق وستفاليا (مع جبل برناكن الذي يصل إلى ارتفاع 446 م) وسلسلة جبال إغّه (بحد أقصى للارتفاع يبلغ 468 متر في فلمرشتت البروسية ) . تقع جبال فيهن إلى الشمال في حين تمتد بلاد فيزر الجبلية في الشرق. كما تقع جبال أرداي ومرتفع هارشترانغ (بالألمانية: Haarstrang) أي ضفيرة الشعر على الحافة الجنوبية للخليج الوستفالي. وتشكل هضبة هلفيغبوردن التي ترتفع بتدرج خفيف على الحافة الجنوبية للخليج الوستفالي وسط اقليم وستفاليا وتتميز بتربة طمي خصبة. هنا شكلت المدن الواقعة على طول الطريق المسمى هلفغ في القرون الوسطى المحور المركزي بين شرق وغرب وستفاليا. يتدفق نهر الإمس الذي ينبع في جبال أسنينغ عبر شرق وشمال الخليج.